# Satellite Awards 2024
Bei der 29. Verleihung der Satellite Awards, die die International Press Academy (IPA) jedes Jahr in verschiedenen Film-, Fernseh- und Medienkategorien vergibt, wurden Filme und Serien des Jahres 2024 geehrt.
Die Nominierungen wurden am 16. Dezember 2024 bekanntgegeben. Die Gewinner wurden am 26. Januar 2025 bekanntgegeben. Die Übergabe findet wegen der Waldbrände in Südkalifornien im Januar 2025 zu einem späteren Zeitpunkt statt.

## Sonderauszeichnungen
- Auteur Award (für eine einzigartige Kontrolle über die Filmproduktionselemente) – F. Javier Gutiérrez
- Humanitarian Award (für wohltätige Leistungen in der Filmbranche) – Alejandro Monteverde
- Mary Pickford Award (für herausragende Beiträge zur Unterhaltungsbranche) – James Woods
- Nikola Tesla Award (für innovative Leistungen in der Filmproduktion) – Simon Hayes
- Stunt Performance Award – Twilight of the Warriors: Walled In
- Make-Up Award – Wicked (Frances Hannon)
- Honorary Satellite Award – Radha Mitchell

## Gewinner und Nominierte im Bereich Film
| Film                              | N  | A |
| --------------------------------- | -- | - |
| Der Brutalist                     | 10 | 3 |
| Dune: Part Two                    | 9  | 2 |
| Konklave                          | 8  | 0 |
| Emilia Pérez                      | 8  | 2 |
| Gladiator II                      | 7  | 2 |
| Wicked                            | 7  | 4 |
| Anora                             | 6  | 1 |
| Sing Sing                         | 5  | 1 |
| Nickel Boys                       | 4  | 1 |
| Nosferatu – Der Untote            | 4  | 1 |
| A Real Pain                       | 4  | 1 |
| The Substance                     | 4  | 1 |
| Like A Complete Unknown           | 3  | 0 |
| Maria                             | 3  | 0 |
| The Room Next Door                | 3  | 0 |
| Der wilde Roboter                 | 3  | 0 |
| Beetlejuice Beetlejuice           | 2  | 0 |
| Blitz                             | 2  | 0 |
| Ghostlight                        | 2  | 1 |
| A Killer Romance                  | 2  | 0 |
| Für immer hier                    | 2  | 1 |
| LaRoy                             | 2  | 0 |
| Die Saat des heiligen Feigenbaums | 2  | 0 |
| Thelma – Rache war nie süßer      | 2  | 0 |

### Bester Film – Drama
Der Brutalist
- Die Gesandte des Papstes (Cabrini)
- Dune: Part Two
- Die junge Frau und das Meer
- Konklave
- Nickel Boys
- The Order
- Sing Sing

### Bester Film – Komödie oder Musical
Anora
- Ghostlight
- A Killer Romance (Hit Man)
- LaRoy (LaRoy, Texas)
- A Real Pain
- The Substance
- Thelma – Rache war nie süßer
- Wicked

### Bester Film – Animierter Film oder Mixed Media
Wallace & Gromit – Vergeltung mit Flügeln
- Alles steht Kopf 2
- Flow
- Memoir of a Snail
- Mobile Suit Gundam SEED Freedom
- Der wilde Roboter

### Bester Hauptdarsteller – Drama
Colman Domingo – Sing Sing
- Adrien Brody – Der Brutalist
- Timothée Chalamet – Like A Complete Unknown
- Daniel Craig – Queer
- Ralph Fiennes – Konklave
- Hugh Grant – Heretic

### Beste Hauptdarstellerin – Drama
Fernanda Torres – Für immer hier
- Lily-Rose Depp – Nosferatu – Der Untote
- Angelina Jolie – Maria
- Nicole Kidman – Babygirl
- Saoirse Ronan – The Outrun
- Tilda Swinton – The Room Next Door

### Bester Hauptdarsteller – Komödie oder Musical
Keith Kupferer – Ghostlight
- Jesse Eisenberg – A Real Pain
- Ryan Gosling – The Fall Guy
- Michael Keaton – Beetlejuice Beetlejuice
- John Magaro – LaRoy (LaRoy, Texas)
- Glen Powell – A Killer Romance (Hit Man)

### Beste Hauptdarstellerin – Komödie oder Musical
Demi Moore – The Substance
- Cynthia Erivo – Wicked
- Karla Sofía Gascón – Emilia Pérez
- Mikey Madison – Anora
- Winona Ryder – Beetlejuice Beetlejuice
- June Squibb – Thelma – Rache war nie süßer

### Bester Nebendarsteller
Guy Pearce – Der Brutalist
- Juri Alexandrowitsch Borissow – Anora
- Kieran Culkin – A Real Pain
- Clarence Maclin – Sing Sing
- Edward Norton – Like A Complete Unknown
- Denzel Washington – Gladiator II

### Beste Nebendarstellerin
Ariana Grande – Wicked
- Danielle Deadwyler – The Piano Lesson
- Felicity Jones – Der Brutalist
- Margaret Qualley – The Substance
- Isabella Rossellini – Konklave
- Zoe Saldaña – Emilia Pérez

### Bester fremdsprachiger Film
Vlny (Tschechien, Slowakei)
- Für immer hier (Brasilien)
- Das Mädchen mit der Nadel (Dänemark)
- Reinas – Die Königinnen (Peru, Schweiz)
- Die Saat des heiligen Feigenbaums (Deutschland)
- The Wait (Spanien)

### Bester Dokumentarfilm
Super/Man: The Christopher Reeve Story
- The Bloody Hundredth
- Dahomey
- Elizabeth Taylor: The Lost Tapes
- Ich bin: Celine Dion
- No Other Land
- Porcelain War
- Sugarcane

### Bester Regisseur
Brady Corbet – Der Brutalist
- Sean Baker – Anora
- Edward Berger – Konklave
- Greg Kwedar – Sing Sing
- RaMell Ross – Nickel Boys
- Denis Villeneuve – Dune: Part Two

### Bestes Originaldrehbuch
A Real Pain – Jesse Eisenberg
- Anora – Sean Baker
- Der Brutalist – Brady Corbet und Mona Fastvold
- Hard Truths – Mike Leigh
- Die Saat des heiligen Feigenbaums – Mohammad Rasulof
- The Substance – Coralie Fargeat

### Bestes adaptiertes Drehbuch
Nickel Boys – RaMell Ross und Joslyn Barnes
- Emilia Pérez – Jacques Audiard
- Konklave – Peter Straughan und Arthur Harari
- The Room Next Door – Pedro Almodóvar
- Russian Consul – Vuk Drašković und Miroslav Lekić
- Sing Sing – Clint Bentley, Greg Kwedar, Clarence Maclin und John Whitfield

### Beste Filmmusik
Emilia Pérez – Clément Ducol und Camille
- Der Brutalist – Daniel Blumberg
- Dune: Part Two – Hans Zimmer
- Konklave – Volker Bertelmann
- The Room Next Door – Alberto Iglesias
- Der wilde Roboter – Kris Bowers

### Bester Filmsong
Mi Camino aus Emilia Pérez – Clément Ducol und Camille
- El Mal aus Emilia Pérez – Clément Ducol, Camille und Jacques Audiard
- The Journey aus The Six Triple Eight – Diane Warren
- Kiss the Sky aus Der wilde Roboter – Delacey, Jordan Johnson, Stefan Johnson, Maren Morris, Michael Pollack und Ali Tamposi
- Never Too Late aus Elton John: Never Too Late – Elton John und Brandi Carlile
- Winter Coat aus Blitz – Nicholas Britell, Steve McQueen und Taura Stinson

### Beste Kamera
Dune: Part Two – Greig Fraser
- Der Brutalist – Lol Crawley
- Gladiator II – John Mathieson
- Maria – Edward Lachman
- Nickel Boys – Jomo Fray
- Nosferatu – Der Untote – Jarin Blaschke

### Beste visuelle Effekte
Gladiator II – Mark Bakowski, Neil Corbould, Nikki Penny und Pietro Ponti
- Dune: Part Two – Stephen James, Paul Lambert, Gerd Nefzer und Rhys Salcombe
- Planet der Affen: New Kingdom – Rodney Burke, Paul Story, Stephen Unterfranz und Erik Winquist
- Mufasa: Der König der Löwen – Audrey Ferrara und Adam Valdez
- Twilight of the Warriors: Walled In – Garrett Lam, Jules Lin und Kwok-Leung Yu
- Wicked – Paul Corbould, Jonathan Fawkner, Pablo Helman und David Shirk

### Bester Filmschnitt
Dune: Part Two – Joe Walker
- Anora – Sean Baker
- Der Brutalist – Dávid Jancsó
- Emilia Pérez – Juliette Welfling
- Gladiator II – Sam Restivo und Claire Simpson
- Konklave – Nick Emerson

### Bester Tonschnitt
Wicked – Jack Dolman, Simon Hayes, John Marquis, Andy Nelson und Nancy Nugent Title
- Dune: Part Two – Ron Bartlett, Doug Hemphill, Gareth John und Richard King
- Emilia Pérez – Hortense Bailly, Aymeric Devoldère, Cyril Holtz und Carolina Santana
- Gladiator II – Stéphane Bucher, Matthew Collinge, Paul Massey und Danny Sheehan
- Like A Complete Unknown – Ted Caplan, David Giammarco, Tod Maitland, Paul Massey und Donald Sylvester
- Twisters – Christopher Boyes, Pete Horner, Al Nelson und Bjørn Ole Schroeder

### Bestes Szenenbild
Gladiator II – Arthur Max und Elli Griff
- Der Brutalist – Judy Becker, Patricia Cuccia und Mercédesz Nagyváradi
- Dune: Part Two – Patrice Vermette und Shane Vieau
- Konklave – Suzie Davis und Cynthia Sleiter
- Nosferatu – Der Untote – Craig Lathrop und Beatrice Brentnerová
- Wicked – Nathan Crowley und Lee Sandales

### Bestes Kostümdesign
Wicked – Paul Tazewell
- Blitz – Jacqueline Durran
- Dune: Part Two – Jacqueline West
- Gladiator II – David Crossman und Janty Yates
- Maria – Massimo Cantini Parrini
- Nosferatu – Der Untote – Linda Muir

### Bestes Ensemble
Nosferatu – Der Untote

## Gewinner und Nominierte im Bereich Fernsehen
| Serie                                   | N | A |
| --------------------------------------- | - | - |
| Shōgun                                  | 5 | 1 |
| Rentierbaby                             | 4 | 0 |
| The Curse                               | 4 | 1 |
| Feud: Capote vs. The Swans              | 4 | 2 |
| Abbott Elementary                       | 3 | 0 |
| The Bear: King of the Kitchen           | 3 | 0 |
| Hacks                                   | 3 | 1 |
| Mr. & Mrs. Smith                        | 3 | 0 |
| Only Murders in the Building            | 3 | 0 |
| The Penguin                             | 3 | 1 |
| Slow Horses – Ein Fall für Jackson Lamb | 3 | 1 |
| The Sympathizer                         | 3 | 1 |
| Diplomatische Beziehungen               | 2 | 0 |
| Masters of the Air                      | 2 | 0 |
| Matlock                                 | 2 | 1 |
| Nobody Wants This                       | 2 | 0 |
| Platonic                                | 2 | 0 |
| Ripley                                  | 2 | 1 |
| What We Do in the Shadows               | 2 | 1 |

### Beste Fernsehserie (Drama)
Slow Horses – Ein Fall für Jackson Lamb (Apple TV+)
- Diplomatische Beziehungen (Netflix)
- Matlock (CBS)
- Shōgun (FX)
- Squid Game (Netflix)

### Beste Fernsehserie (Komödie/Musical)
Hacks (HBO Max)
- Abbott Elementary (ABC)
- The Curse (Paramount+)
- English Teacher (FX)
- Only Murders in the Building (Hulu)
- Platonic (Apple TV+)

### Beste Genre-Serie
What We Do in the Shadows
- Martin Scorsese Presents: The Saints (Fox Nation)
- Mr. & Mrs. Smith (Prime Video)
- Silo (Apple TV+)

### Beste Miniserie/Fernsehfilm
Ripley (Netflix)
- Rentierbaby (Netflix)
- Feud: Capote vs. The Swans (FX/Hulu)
- Masters of the Air (Apple TV+)
- The Penguin (HBO Max)
- The Sympathizer (HBO)

### Bester Darsteller in einer Serie (Drama/Genre)
Hiroyuki Sanada – Shōgun (FX/Hulu)
- Donald Glover – Mr. & Mrs. Smith (Prime Video)
- Jake Gyllenhaal – Aus Mangel an Beweisen (Apple TV+)
- Gary Oldman – Slow Horses – Ein Fall für Jackson Lamb (Apple TV+)
- Eddie Redmayne – Der Tag des Schakals (Peacock/Sky Atlantic)
- Billy Bob Thornton – Landman (Paramount+)

### Beste Darstellerin in einer Serie (Drama/Genre)
Kathy Bates – Matlock (CBS)
- Carrie Coon – The Gilded Age (HBO)
- Maya Erskine – Mr. & Mrs. Smith (Prime Video)
- Keri Russell – Diplomatische Beziehungen (Netflix)
- Anna Sawai – Shōgun (FX/Hulu)
- Imelda Staunton – The Crown (Netflix)

### Bester Darsteller in einer Serie (Komödie/Musical)
Patrick Brammall – Colin from Accounts (Paramount+)
- Adam Brody – Nobody Wants This (Netflix)
- Nathan Fielder – The Curse (Paramount+)
- Seth Rogen – Platonic (Apple TV+)
- Martin Short – Only Murders in the Building (ABC)
- Jeremy Allen White – The Bear: King of the Kitchen (FX/Hulu)

### Beste Darstellerin in einer Serie (Komödie/Musical)
Emma Stone – The Curse (Paramount+)
- Kristen Bell – Nobody Wants This (Netflix)
- Quinta Brunson – Abbott Elementary (ABC)
- Ayo Edebiri – The Bear: King of the Kitchen (FX/Hulu)
- Selena Gomez – Only Murders in the Building (ABC)
- Jean Smart – Hacks (HBO Max)

### Bester Darsteller in einer Miniserie oder einem Fernsehfilm
Colin Farrell – The Penguin
- Richard Gadd – Rentierbaby
- Tom Hollander – Feud: Capote vs. The Swans
- Andrew Scott – Ripley
- Callum Turner – Masters of the Air
- Hoa Xuande – The Sympathizer

### Beste Darstellerin in einer Miniserie oder einem Fernsehfilm
Cate Blanchett – Disclaimer
- Jodie Foster – True Detective: Night Country
- Jessica Gunning – Rentierbaby
- Nicole Kidman – Expats
- Cristin Milioti – The Penguin
- Naomi Watts – Feud: Capote vs. The Swans

### Bester Nebendarsteller in einer Serie, Miniserie oder einem Fernsehfilm
Robert Downey Jr. – The Sympathizer
- Tadanobu Asano – Shōgun
- Walton Goggins – Fallout
- Ebon Moss-Bachrach – The Bear: King of the Kitchen
- Chris Perfetti – Abbott Elementary
- Benny Safdie – The Curse

### Beste Nebendarstellerin in einer Serie, Miniserie oder einem Fernsehfilm
Diane Lane – Feud: Capote vs. The Swans
- Hannah Einbinder – Hacks
- Moeki Hoshi – Shōgun
- Nava Mau – Rentierbaby
- Saskia Reeves – Slow Horses – Ein Fall für Jackson Lamb
- Kirsten Schaal – What We Do in the Shadows

### Bestes Ensemble
Feud: Capote vs. The Swans